# Gypsonoma minutana
Gypsonoma minutana es una especie de polilla del género Gypsonoma, tribu Eucosmini, familia Tortricidae. Fue descrita científicamente por Hübner en 1799.
La envergadura es de unos 12–15  milímetros. Se distribuye por Europa.